# Elezioni regionali in Abruzzo del 1980
Le elezioni regionali in Abruzzo del 1980 si tennero l'8-9 giugno.

## Risultati elettorali
| Liste                                                  | Voti    | %     | Seggi |
| ------------------------------------------------------ | ------- | ----- | ----- |
| Democrazia Cristiana (DC)                              | 355.246 | 45,77 | 20    |
| Partito Comunista Italiano (PCI)                       | 213.823 | 27,55 | 12    |
| Partito Socialista Italiano (PSI)                      | 84.132  | 10,84 | 4     |
| Movimento Sociale Italiano - Destra Nazionale (MSI-DN) | 45.669  | 5,88  | 2     |
| Partito Socialista Democratico Italiano (PSDI)         | 35.605  | 4,59  | 1     |
| Partito Repubblicano Italiano (PRI)                    | 18.976  | 2,44  | 1     |
| Partito Liberale Italiano (PLI)                        | 11.496  | 1,48  | -     |
| Partito di Unità Proletaria per il Comunismo (PdUP)    | 9.916   | 1,28  | -     |
| Partito Progressista d'Abruzzo (PPdA)                  | 1.256   | 0,16  | -     |
| Totale                                                 | 776.119 |       | 40    |

| Riepilogo dei seggi | Riepilogo dei seggi | Riepilogo dei seggi | Riepilogo dei seggi | Riepilogo dei seggi | Riepilogo dei seggi | Riepilogo dei seggi |
| ------------------- | ------------------- | ------------------- | ------------------- | ------------------- | ------------------- | ------------------- |
|                     |                     |                     |                     |                     |                     |                     |
| PCI                 | 12                  | ▼ 1                 |                     | PSI                 | 4                   | ━                   |
| PSDI                | 1                   | ▼ 1                 |                     | PRI                 | 1                   | ━                   |
| DC                  | 20                  | ▲ 2                 |                     | MSI-DN              | 2                   | ━                   |